# 공식 야당
공식 야당(영어: Her Majesty's Loyal Opposition 프랑스어: L'Opposition Loyale de Sa Majesté)은 캐나다 의회나 주의회에서 가장 큰 야당을 가리킨다. 공식 야당은 대체로 입법기관에서 두 번째로 큰 정당이다. 하지만 희귀한 경우로 세 번째 또는 네 번째로 큰 정당이 공식 야당으로 지정할 수 있다. 또한 헌정의 위기의 상황에서 여당이 공식 야당으로 강등시킬 수 있다.
공식 야당은 정부를 구성하는 여당을 견제하는 역할을 수행한다.